# آزومینو، ناگانو
آزومینو در استان ناگانو در کشور ژاپن  واقع شده است  که دارای جمعیت ۹۷٬۰۸۴ نفر و مساحت ۳۳۱٫۸۲ کیلومتر مربع با تراکم جمعیت 293  نفر در کیلومترمربع است و در تاریخ ۱ اکتبر ۲۰۰۵ به عنوان شهر شناخته شد.